# Vino fenicio

Gracias a su extensa red comercial marítima, los fenicios tuvieron un importante efecto en la expansión de la viticultura y la producción de vino en todo el Mediterráneo.

Los fenicios fueron uno de los primeros pueblos antiguos en tener un importante efecto sobre la historia del vino. Los fenicios fueron una antigua civilización centrada en la región de Canaán, al largo de la costa del mar Mediterráneo, en lo que actualmente es el Líbano. Entre el 1550 y el 300 a. C. desarrollaron una cultura comercial marítima que expandió su influencia desde el Levante al Norte de África, las Islas Griegas, Sicilia y la península ibérica. A través del contacto y el comercio, difundieron no solo su alfabeto sino también su conocimiento de la viticultura y la producción de vino, incluyendo la propagación de varias variedades antiguas de vid. Los fenicios introdujeron o bien animaron la expansión de la viticultura y la producción de vino a varios países que actualmente siguen elaborando variedades aptas para el mercado internacional, entre ellos el Líbano, Argelia, Túnez, Egipto, Grecia, Italia, España y Portugal. Aunque los fenicios pudieron haber tenido un efecto indirecto en la expansión de la viticultura en Francia, a menudo se confunden con los griegos foceos que fundaron la colonia viticultora de Massilia (Marsella) en el 600 a. C. y llevaron la producción de vino tierra adentro.
Los fenicios y sus descendientes púnicos de Cartago tuvieron una influencia directa sobre las culturas productoras de vino de los griegos y romanos que más tarde extenderían la viticultura por toda Europa. Los tratados agrícolas del escritor cartaginés Magón fueron unos de los más importantes textos antiguos en la historia del vino que registraron el conocimiento de la época sobre la viticultura y la fabricación de vino. Aunque no se han conservado copias originales de las obras de Magón ni de otros escritores fenicios sobre vino, hay evidencias en citas de escritores griegos y romanos como Columela de que los fenicios fueron hábiles productores de vino y viticultores. Los fenicios eran capaces de planificar viñedos de acuerdo al clima y la topografía, conociendo qué lado de una colina era el ideal para el crecimiento de la vid, y produciendo una amplia variedad de tipos diferentes de vino, desde los de pasas hechos con uvas secas hasta un ejemplo primitivo del actual Retsina griego, hecho con resina de pino. También difundieron el uso de ánforas (a veces conocidas como «jarras cananitas») para el transporte y almacenaje del vino.

## Historia temprana del comercio de vino

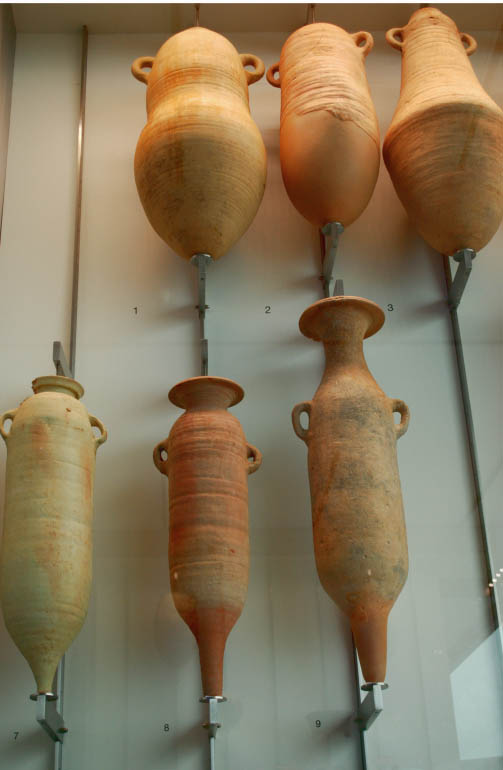
Los fenicios transportaron vino por todo el Mediterráneo en ánforas conocidas a veces como «jarras cananitas».

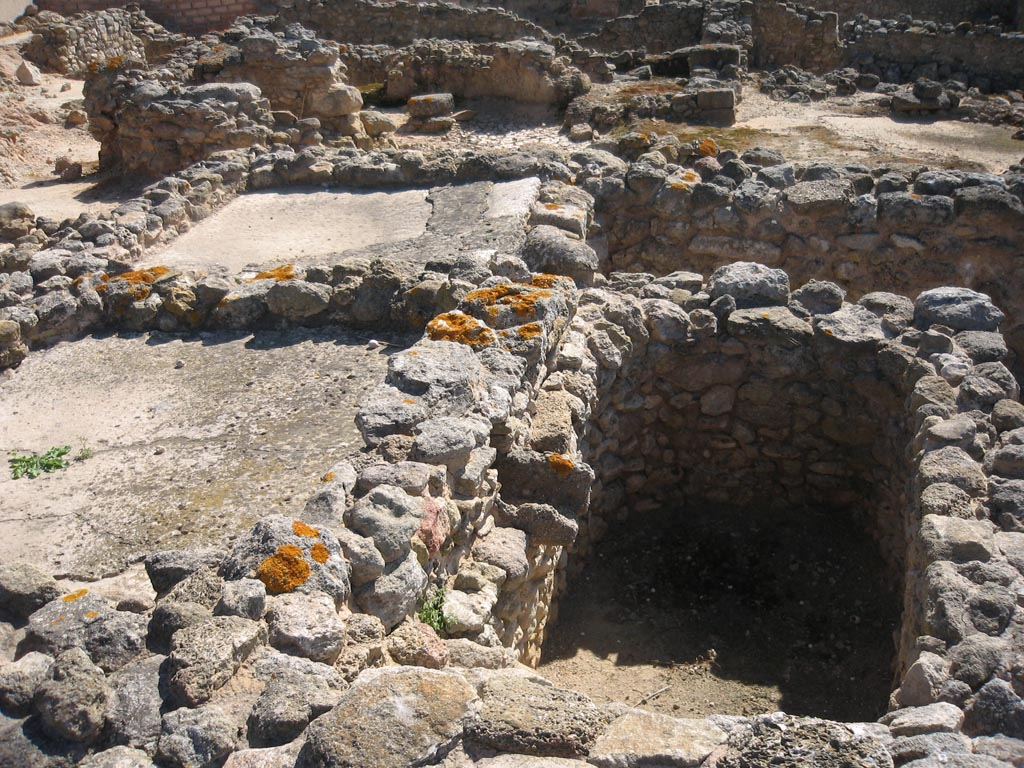
Lagar del o III a. C.en El Puerto de Santa María.

Los historiadores creen que no fue mucho después del descubrimiento del propio vino, el producto alcohólico del zumo de uva fermentado, cuando las culturas advirtieron su valor como bien comercial. Aunque las vides salvajes de la familia Vitis podían encontrarse por todo el mundo conocido y todos sus frutos probablemente fermentarían si se mantenían en un contenedor cerrado, requería cierto grado de conocimiento y habilidad saber exactamente cómo transformar estos frutos en algo agradable de beber. Este conocimiento fue transmitido por las rutas mercantiles que surgieron desde el Cáucaso y los montes Zagros hasta Mesopotamia y el Mediterráneo, y terminaron llegando a los fenicios en Canaán. También se identificaron subvariedades específicas de vid favorables a la producción de vino y fueron propagadas por estas rutas.
Además de ser un producto comercial valioso para consumo personal, el vino empezó también a ganar importancia religiosa y cultural. El cherem, como lo llamaban los fenicios, estuvo asociado a varias deidades levantinas, especialmente El. El vino era considerado una ofrenda aceptable tanto para dioses como para reyes, lo que incrementó su valor comercial en el mundo antiguo. Sobre el 1000 a. C., el comercio mediterráneo de vino se había disparado y su extensa red comercial marítima se vio beneficiada por el incremento de demanda. Los fenicios no solo comerciaron con vino producido en Canaán sino que también desarrollaron mercados para vinos producidos en colonias y puertos de todo el Mediterráneo.

## Expansión y colonización
Desde sus asentamientos principales en Biblos, Tiro y Sidón, los fenicios empezaron a extender su influencia comercial a sus vecinos. Fueron uno de los primeros pueblos en llevar vino a Egipto. Desde allí pasaron del simple comercio a la fundación de colonias comerciales por todo el Mediterráneo. Siguieron por la costa africana y terminaron fundando Cartago en el 814 a. C. Desde el Norte de África se extendieron a las Islas Baleares y la península ibérica, donde fundaron la ciudad de Cádiz en algún momento del siglo IV a. C. (aunque un pequeño puesto fronterizo pudo haber sido establecido incluso antes).
En la península ibérica, los fenicios viajaron al interior estableciendo rutas comerciales por los ríos Tajo, el Duero, el Anas (Guadiana), el Betis (Guadalquivir) y el Íbero (Ebro). Del siglo VI a. C. es la fortificación de La Quéjola, en Albacete, construcción destinada al almacenaje de ánforas de origen fenicio. También se han hallado ánforas en el yacimiento de Aldovesta que no corresponde a un asentamiento fenicio, sino autóctono, y cuya estructura arquitectónica despeja cualquier duda sobre su uso: un establecimiento comercial dedicado a la distribución de vino y otras mercancías Aunque está claro que las colonias fenicias a lo largo de la costa plantaron viñedos, y que los fenicios probablemente comerciaron vino con las tribus a lo largo de estos ríos, no se sabe con seguridad hasta dónde llevaron la producción de vino. En Portugal, se sabe que los fenicios comerciaron ánforas de vino por plata y estaño. Un reciente descubrimiento en la actual región vinícola de Valdepeñas, en el centro de España, sugiere que quizá los fenicios llevaran la viticultura al interior de la península. Excavaciones en la zona revelaron los restos de la antigua ciudad íbera del Cerro de las Cabezas, que fue fundada en algún momento del siglo VII a. C., hallándose varios ejemplos de cerámica, alfarería y objetos fenicios, incluyendo utensilios vitícolas.

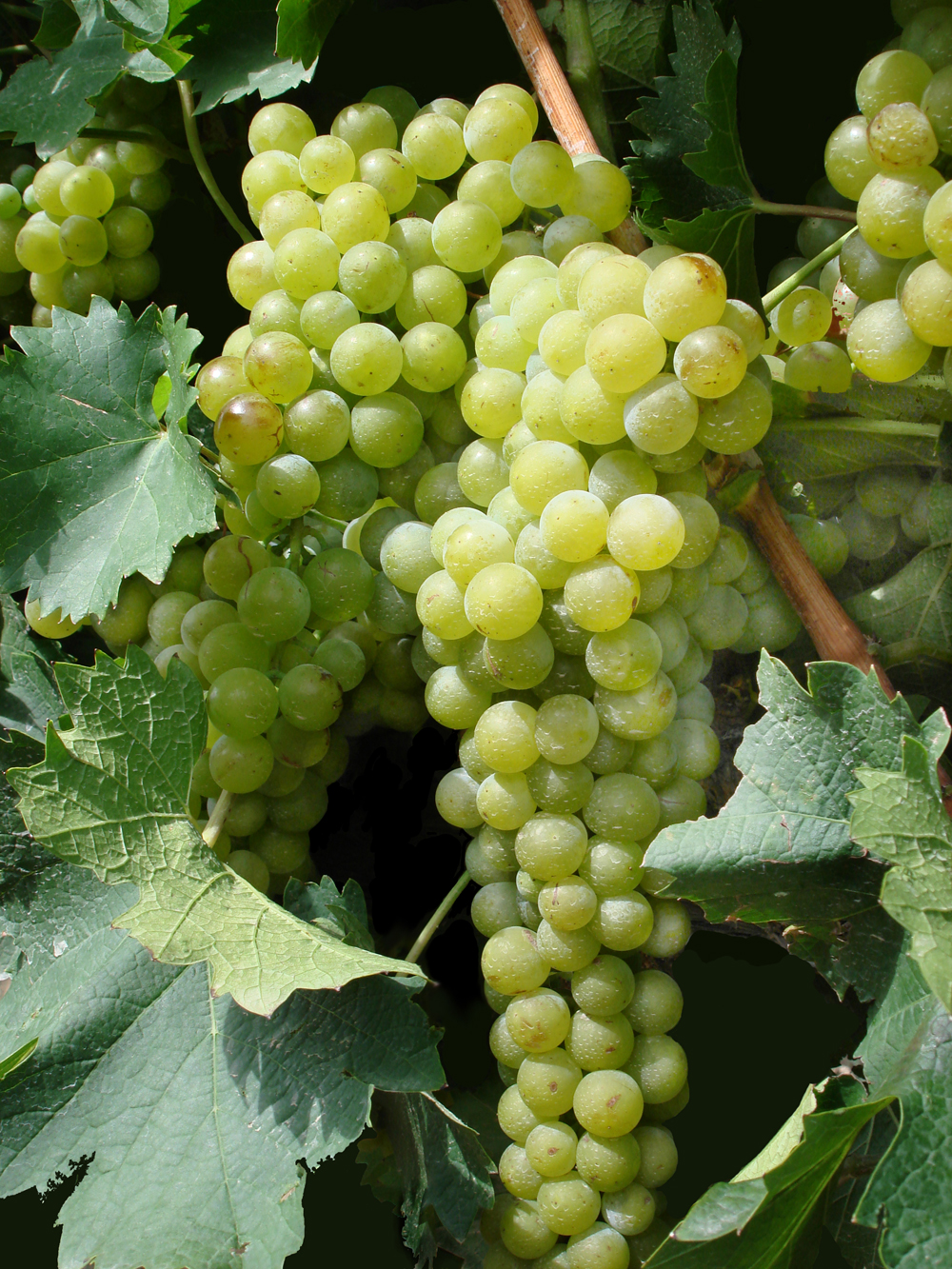
Los ampelógrafos sugieren que la vid Vitis vinifera pontica extendida por los fenicios por el Mediterráneo fue un antepasado de muchas de las variedades de uva blanca plantadas actualmente en todo el mundo.

Más allá de la propia expansión y colonización fenicia, su civilización hizo mucho por influir a griegos y romanos en sus propias campañas de expansión. Tratando directamente con los griegos, los fenicios les enseñaron no solo el conocimiento de la producción de vino y la viticultura sino también las técnicas de construcción de buques que los animaron a expandirse más allá del mar Egeo. Los vinos fenicios tuvieron una presencia tan duradera en el mundo grecorromano que la expresión «biblino» (relativa a la ciudad fenicia de Biblios) se usó para aludir al vino de alta calidad.

### Difusión de la vid
La herencia más duradera de la época de expansión fenicia fue la propagación y difusión de vides antiguas que los ampelógrafos e historiadores del vino creen que terminó dando origen a varias variedades de uva modernas en Europa. Una de estas subvariedades, conocida como Vitis vinifera pontica, llegó a los fenicios desde el Cáucaso y Anatolia, quienes extendieron su propia cepa por todo el Mediterráneo, especialmente a sus colonias ibéricas. Actualmente los ampelógrafos sugieren que esta vid es el antepasado de muchas de las variedades de uva blanca plantadas actualmente en todo el mundo. Según un estudio de la Universidad de California en Davis, la uva francesa Mourvedre pudo haber sido introducida primero en Barcelona, en la moderna región vinícola española de Cataluña, por los fenicios en el 500 a. C.

## Cartago
Cartago, en el actual Túnez, fue la colonia fenicia más poderosa, sobreviviendo en su forma púnica hasta su destrucción en el 146 a. C. por fuerzas romanas al final de las guerras púnicas. La colonia tuvo una relación indeleble con el vino y fue descrita en el siglo IV a. C. como rodeada de campos llenas de vides y olivos. El vino cartaginés producido en el valle del Bagradas fue especialmente popular.
La ciudad de Cartago también sirvió de centro de conocimiento, como atestigua la obra del escritor púnica Magón. Durante su vida, Magón consolidó el conocimiento agrícola y vinícolas del mundo mediterráneo de los siglos III y II a. C. en 28 volúmenes. Los escritos detallaban el avanzado conocimiento de la influencia de la topografía sobre la producción de los viñedos, recomendando Magón cosas como plantar en la falda norte de una colina para proteger las vides del exceso de calor del sor del Norte de África. La obra también detallaba técnicas de producción de vino, incluyendo ejemplos primitivos de vinos de pasas. La importancia de la obra de Magón fue reconocida incluso por los romanos, los rivales de Cartago. No solo dictó el senado romano un decreto ordenando que la obra de Magón debía ser traducida al latín, sino que su obra fue una de las pocas salvadas de la biblioteca de Cartago cuando los romanos destruyeron la ciudad.
Actualmente no se conservan restos de la obra de Magón ni de su traducción latina. Lo único que se conoce procede de citas por autores griegos y romanos, especialmente Columela.